# Frank Capra jr.
Frank Warner Capra (20 maart 1934 – 19 december 2007), bekend als Frank Capra jr., was een Amerikaanse televisie- en filmproducent. Hij was een van de drie kinderen van de beroemde regisseur Frank Capra en zijn tweede vrouw, Lucille. Frank Capra jr.'s zoon Frank Capra III is een assistent-regisseur.
Frank Capra jr. stierf aan prostaatkanker op 19 december 2007 op 73-jarige leeftijd in een ziekenhuis in Philadelphia (Pennsylvania).

## Filmselectie
- Marooned (1969) (medewerkend producent)
- Escape from the Planet of the Apes (1971) (medewerkend producent)
- Play It Again, Sam (1972) (medewerkend regisseur)
- Conquest of the Planet of the Apes (1972) (medewerkend producent)
- Tom Sawyer (1973) (medewerkend producent)
- Battle for the Planet of the Apes (1973) (medewerkend producent)
- Trapped Beneath the Sea (1974) (TV) (producent)
- Billy Jack Goes to Washington (1977) (producent)
- Born Again (1978) (producent)
- The Black Marble (1980) (producent)
- An Eye for an Eye (1981) (producent)
- High Hopes: The Capra Years (1981) (TV) (producent)
- Vice Squad (1982) (uitvoerend producent)
- The Seduction (1982) (uitvoerend producent)
- Firestarter (1984) (producent)
- Marie (1985) (producent)
- Death Before Dishonor (1987) (uitvoerend producent)
- Waterproof (1999) (producent)
- Queen City Blowout (2003) (uitvoerend producent)
- Mark Twain's Greatest Adventure: 'It's a Matter of Time' (2005) (voorbereiding) (producent)